# Nehasice
Nehasice jsou malá vesnice, část obce Bitozeves v okrese Louny. Nachází se asi 3,5 kilometru severozápadně od Bitozevsi. Nehasice jsou také název katastrálního území o rozloze 4,78 km².

## Název
Název vesnice je odvozen z příjmení Nehas ve významu ves lidí Nehasových. V historických pramenech se jméno objevuje ve tvarech: de Neasicz (1314), Nehassicz (1369 až okolo roku 1405, 1381), in Nehasiczych (1408), na Nehasicích (1615) a Nehasitz (1846).

## Historie
První písemná zmínka o Nehasicích pochází z roku 1314, kdy v nich sídlil jakýsi Předota. Panským sídlem ve vsi bývala od čtrnáctého století tvrz. Stál zde také kostel, jehož patronátní právo vykonávali roku 1369 Jan a Přech z Touchovic. V roce 1379 se o ně dělili Přech z Touchovic a Přech z Tatinné a roku 1388 Jindřich Škopek z Dubé a Vilém z Touchovic. Vesnice byla rozdělena na dva statky, které se na začátku patnáctého století podařilo spojit do jednoho. Celou vesnici v letech 1408–1421 vlastnil Pešík Šatka z Hořetic, který měl dceru Markétu a vychovával také sirotky Zdeňka Kostelce z Tatinného. Pešíkovým nástupcem se stal Jan Kostelec a po něm Pešíkova dcera Markéta, provdaná za Bohuše z Peruce. Markétina dcera Kateřina přenechala patronátní právo ke kostelu svému otci.

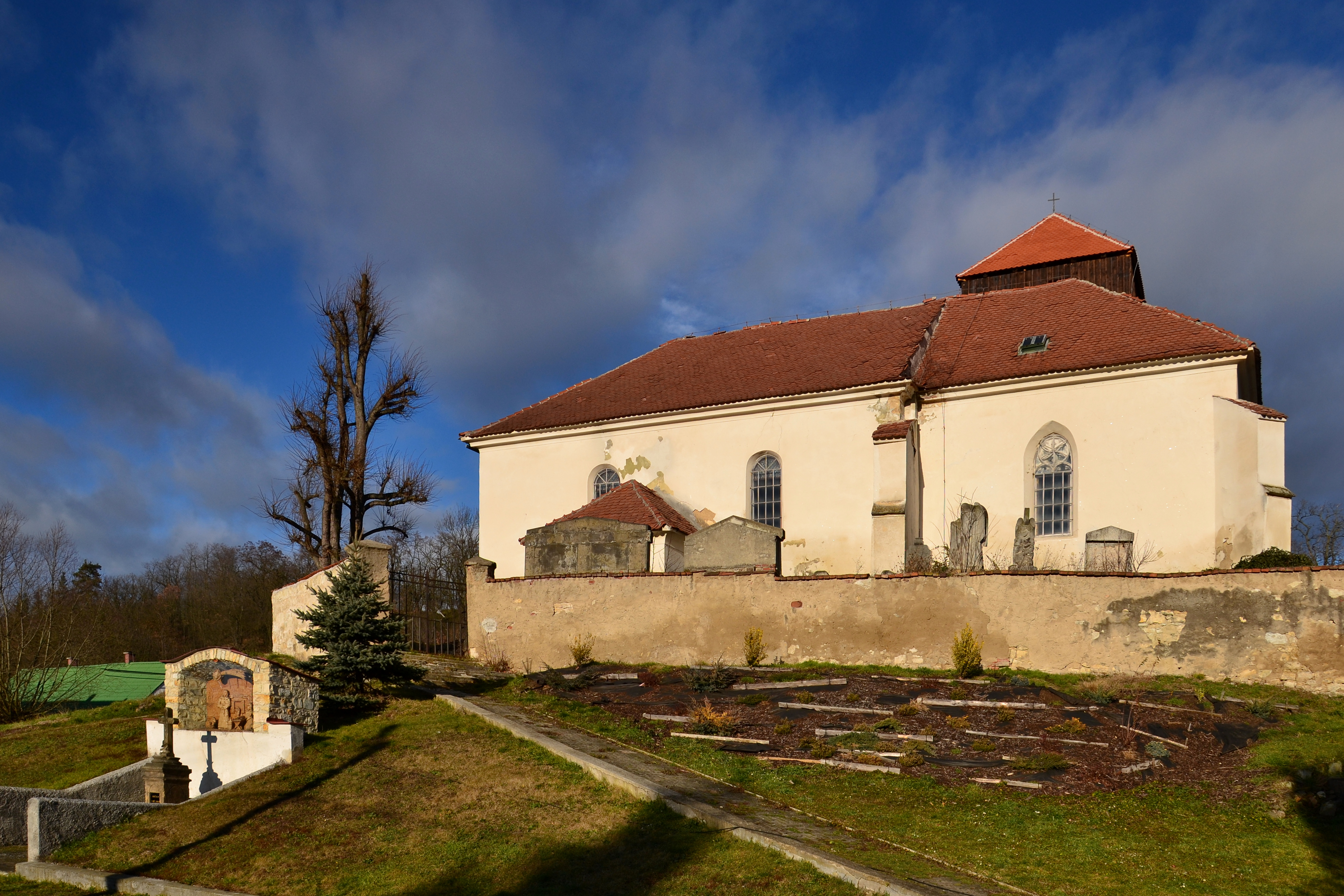
Kostel Narození Panny Marie

Od konce patnáctého století Nehasice tvořily součást statku Tatinná. Roku 1530 je koupil Jaroslav Beřkovský z Šebířova a od něj brzy poté Jaroslav Kostomlatský z Vřesovic, který vesnici připojil k Blažimi. Po Jaroslavově smrti panství zdědil syn Jan. Když okolo roku 1570 zemřel, zůstalo po něm osm synů, z nichž Nehasice připadly Vojtěchovi Kostomlatskému, který ve vsi obnovil tvrz. Vojtěch zemřel roku 1591 a byl pohřben v kostele Narozenní Panny Marie. Jeho jediný syn Jan Vilém Kostomlatský z Vřesovic ještě nebyl zletilý a poručnicí se stala matka Kateřina, rozená z Doupova. Jan Vilém dospěl na začátku sedmnáctého století (roku 1603 platil daně) a oženil se s Kristýnou z Doupova. Po jeho smrti v roce 1618 vesnice přešla na bratrance Jana Habarta, který ji opět připojil k Blažimi. Spolu s Blažimí byly Nehasice později připojeny k postoloprtskému panství. Na místě nehasické tvrze podle Augusta Sedláčka vznikl statek čp. 1.

## Přírodní poměry
Vesnicí protéká řeka Chomutovka, která se u Postoloprt vlévá do řeky Ohře.

## Obyvatelstvo
|           | 1869 | 1880 | 1890 | 1900 | 1910 | 1921 | 1930 | 1950 | 1961 | 1970 | 1980 | 1991 | 2001 | 2011 |
| --------- | ---- | ---- | ---- | ---- | ---- | ---- | ---- | ---- | ---- | ---- | ---- | ---- | ---- | ---- |
| Obyvatelé | 270  | 307  | 284  | 293  | 269  | 278  | 272  | 195  | 133  | 99   | 85   | 42   | 37   | 35   |
| Domy      | 49   | 52   | 52   | 69   | 64   | 70   | 56   | 57   | 35   | 34   | 26   | 17   | 35   | 35   |

## Pamětihodnosti

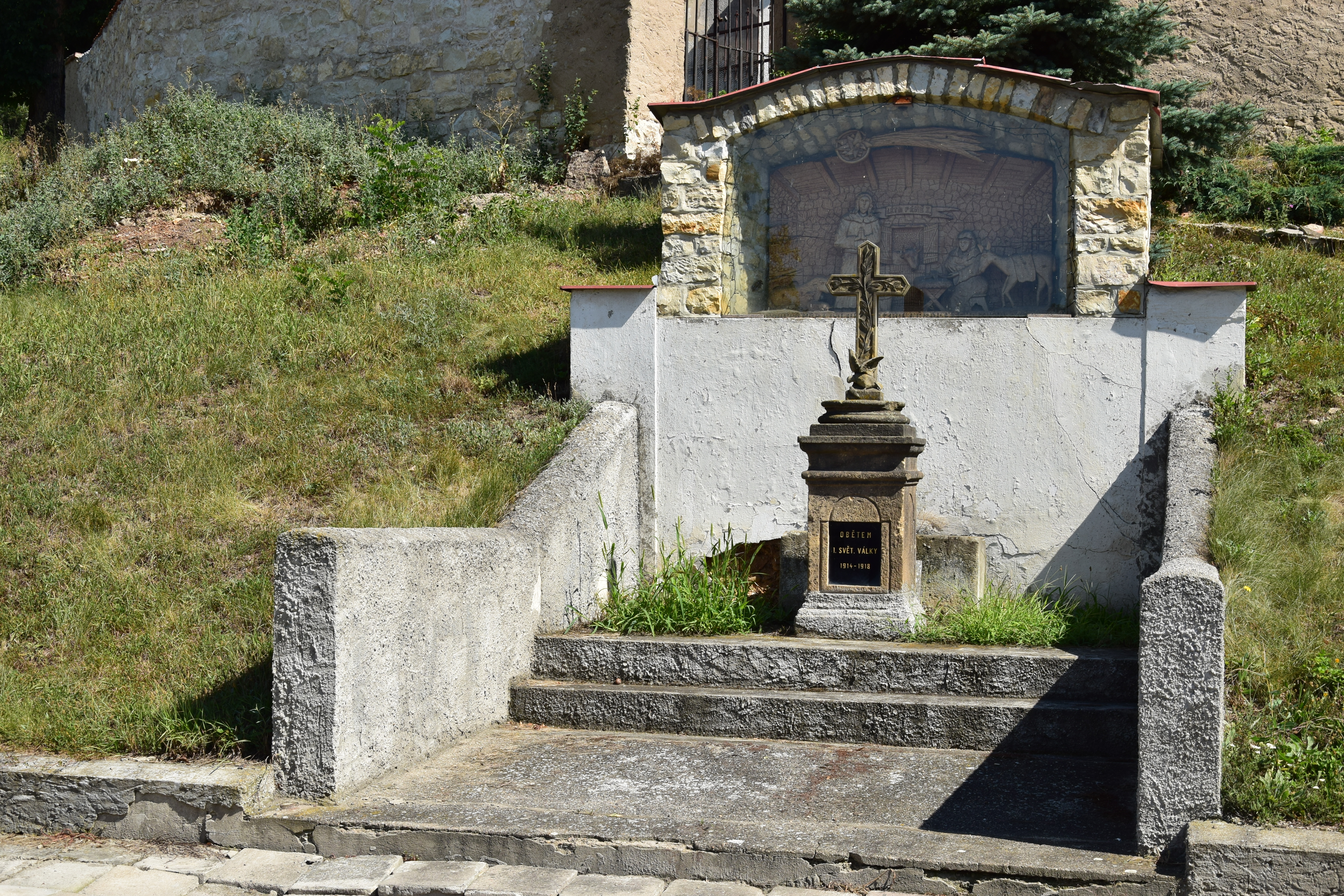
Pomník pod kostelem

Kostel Narození Panny Marie byl vystavěn v pozdně gotickém slohu na konci 14. století, v 70. letech 17. století byl upravován. Má hranolovou věž s dřevěným patrem. V presbytáři se nacházejí náhrobníky šlechtických rodů pánů z Vřesovic a Hrušků z Března.